# Leptophion quorus
Leptophion quorus är en stekelart som beskrevs av Ian D. Gauld och Mitchell 1981. Leptophion quorus ingår i släktet Leptophion och familjen brokparasitsteklar. Inga underarter finns listade i Catalogue of Life.